# Station Pantin
Station Pantin is een spoorwegstation aan de spoorlijn Paris-Est - Mulhouse-Ville. Het ligt in de Franse gemeente Pantin in het departement Seine-Saint-Denis (Île-de-France).

## Geschiedenis
Het station is in 1864 geopend.

## Ligging
Het station ligt op kilometerpunt 4,460 van de spoorlijn Paris-Est - Mulhouse-Ville.

## Diensten
Het station wordt aangedaan door verschillende treinen van de RER E:
- Tussen Haussmann Saint-Lazare en Chelles-Gournay
- Tussen Haussmann Saint-Lazare en Villiers-sur-Marne - Le Plessis-Trévise

### Vorige en volgende stations
| Richting               | Vorig station | Lijn  | Volgend station | Richting                                           |
| ---------------------- | ------------- | ----- | --------------- | -------------------------------------------------- |
| Haussmann Saint-Lazare | Rosa Parks    | RER E | Noisy-le-Sec    | Chelles-Gournay                                    |
| Haussmann Saint-Lazare | Rosa Parks    | RER E | Noisy-le-Sec    | Villiers-sur-Marne - Le Plessis-Trévise of Tournan |

## Aansluitingen
Op enkele minuten lopen bevindt zich de halte Ella Fitzgerald van tramlijn 3b.